# Tour of California 2009
Tour of California 2009 var den fjerde udgave af cykeløbet Tour of California, et ni-dages etapeløb, der dette år var på i alt 1287 km. Løbet blev kørt i perioden 14. – 22. februar 2009 i Californien.
Løbet blev for tredje år i træk vundet af amerikaneren Levi Leipheimer fra Astana Team, og det blev en stor publikumssucces, hvilket nok til dels skyldtes, at Lance Armstrong for første gang efter sit comeback kørte på amerikansk grund. Hans rolle i løbet var dog primært at være hjælperytter for Leipheimer, men han opnåede trods alt en syvendeplads sammenlagt. Men også en række af de andre store hold stillede med stærke kort. Team Saxo Bank stillede blandt andet med brødrene Fränk og Andy Schleck, Fabian Cancellara og Jens Voigt, og holdet klarede sig ganske godt med en andenplads i holdkonkurrencen, Cancellaras sejr i prologen (han måtte derefter trække sig på grund af sygdom), Fränk Schlecks sejr i den sidste etape ("kongeetapen"), og Voigts samlede fjerdeplads. 
Af andre kendte navne i feltet kan nævnes Michael Rogers (Team Columbia-High Road), der blev nr. to, mens ryttere som Óscar Freire, Ivan Basso, Tom Boonen, Thor Hushovd og Carlos Sastre hver især måtte opgive at fuldføre løbet. 

## Deltagende hold
| 1 Astana Team             | 7 Liquigas (cykelhold)      | 13 Team Type 1                                                  |
| 2 Team Saxo Bank          | 8 Ag2r-La Mondiale          | 14 Colavita-Sutter Home-Cooking Light                           |
| 3 Team Columbia-High Road | 9 Cervélo TestTeam          | 15 Jelly Belly Cycling Team                                     |
| 4 Garmin-Chipotle         | 10 BMC Racing Team          | 16 Fly V Australia - Successfull Living                         |
| 5 Quick·Step              | 11 Ouch Pro Cycling-Maxxis  | 17 Rock Racing                                                  |
| 6 Rabobank                | 12 Bissell Pro Cycling Team | Fuld rytterliste Arkiveret 19. februar 2008 hos Wayback Machine |

## Etaperesultater

### Prolog, 3,9 km,Sacramento
| Resultat \| \| Rytter \| Hold \| Tid \| \| - \| ----------------- \| ----------------- \| ------ \| \| 1 \| Fabian Cancellara \| Team Saxo Bank \| 4' 32" \| \| 2 \| Levi Leipheimer \| Astana \| + 1" \| \| 3 \| David Zabriskie \| Garmin-Slipstream \| + 2" \| |                   |                   |        |
| | Rytter            | Hold              | Tid    |
| 1 | Fabian Cancellara | Team Saxo Bank    | 4' 32" |
| 2 | Levi Leipheimer   | Astana            | + 1"   |
| 3 | David Zabriskie   | Garmin-Slipstream | + 2"   |

### 1. etape, 173,2 km, Davis-Santa Rosa
Note: Rytteren i løbets førertrøje, Fabian Cancellara, udgik på etapen.
|   | Rytter            | Hold                    | Tid        |
| - | ----------------- | ----------------------- | ---------- |
| 1 | Francisco Mancebo | Rock Racing             | 4t 11' 07" |
| 2 | Levi Leipheimer   | Astana                  | + 1' 07"   |
| 3 | Michael Rogers    | Team Columbia-High Road | s.t.       |

|   | Rytter            | Hold              | Tid        |
| - | ----------------- | ----------------- | ---------- |
| 1 | Francisco Mancebo | Rock Racing       | 4t 15' 46" |
| 2 | Levi Leipheimer   | Astana            | + 1' 02"   |
| 3 | David Zabriskie   | Garmin-Slipstream | + 1' 03"   |

### 2. etape, 186,6 km, Sausalito-Santa Cruz
|   | Rytter          | Hold                    | Tid        |
| - | --------------- | ----------------------- | ---------- |
| 1 | Thomas Peterson | Garmin-Slipstream       | 5t 06' 20" |
| 2 | Levi Leipheimer | Astana                  | s.t.       |
| 3 | Michael Rogers  | Team Columbia-High Road | + 21"      |

|   | Rytter          | Hold                    | Tid        |
| - | --------------- | ----------------------- | ---------- |
| 1 | Levi Leipheimer | Astana                  | 9t 23' 02" |
| 2 | Michael Rogers  | Team Columbia-High Road | + 24"      |
| 3 | David Zabriskie | Garmin-Slipstream       | + 28"      |

### 3. etape, 167,7 km, San Jose-Modesto
|   | Rytter       | Hold                    | Tid        |
| - | ------------ | ----------------------- | ---------- |
| 1 | Thor Hushovd | Cervélo TestTeam        | 4t 28' 13" |
| 2 | Oscar Freire | Rabobank                | s.t.       |
| 3 | Mark Renshaw | Team Columbia-High Road | s.t.       |

|   | Rytter          | Hold                    | Tid         |
| - | --------------- | ----------------------- | ----------- |
| 1 | Levi Leipheimer | Astana                  | 13t 51' 14" |
| 2 | Michael Rogers  | Team Columbia-High Road | + 24"       |
| 3 | David Zabriskie | Garmin-Slipstream       | + 28"       |

### 4. etape, 185,7 km, Merced-Clovis
|   | Rytter          | Hold                    | Tid        |
| - | --------------- | ----------------------- | ---------- |
| 1 | Mark Cavendish  | Team Columbia-High Road | 4t 42' 38" |
| 2 | Tom Boonen      | Quick Step              | s.t.       |
| 3 | Juan José Haedo | Team Saxo Bank          | s.t.       |

|   | Rytter          | Hold                    | Tid         |
| - | --------------- | ----------------------- | ----------- |
| 1 | Levi Leipheimer | Astana                  | 18t 33' 52" |
| 2 | Michael Rogers  | Team Columbia-High Road | + 24"       |
| 3 | David Zabriskie | Garmin-Slipstream       | + 28"       |

### 5. etape, 216,1 km, Visalia-Paso Robles
|   | Rytter         | Hold                    | Tid        |
| - | -------------- | ----------------------- | ---------- |
| 1 | Mark Cavendish | Team Columbia-High Road | 5t 07' 28" |
| 2 | Tom Boonen     | Quick Step              | s.t.       |
| 3 | Pedro Horrillo | Rabobank                | s.t.       |

|   | Rytter          | Hold                    | Tid         |
| - | --------------- | ----------------------- | ----------- |
| 1 | Levi Leipheimer | Astana                  | 23t 41' 20" |
| 2 | Michael Rogers  | Team Columbia-High Road | + 24"       |
| 3 | David Zabriskie | Garmin-Slipstream       | + 28"       |

### 6. etape, 24 km, Enkeltstart,Solvang
|   | Rytter          | Hold              | Tid     |
| - | --------------- | ----------------- | ------- |
| 1 | Levi Leipheimer | Astana            | 30' 41" |
| 2 | David Zabriskie | Garmin-Slipstream | + 8"    |
| 3 | Gustav Larsson  | Team Saxo Bank    | + 17"   |

|   | Rytter          | Hold                    | Tid         |
| - | --------------- | ----------------------- | ----------- |
| 1 | Levi Leipheimer | Astana                  | 24t 12' 00" |
| 2 | David Zabriskie | Garmin-Slipstream       | + 36"       |
| 3 | Michael Rogers  | Team Columbia-High Road | + 46"       |

### 7. etape, 143 km, Santa Clarita-Pasadena
|   | Rytter            | Hold              | Tid        |
| - | ----------------- | ----------------- | ---------- |
| 1 | Rinaldo Nocentini | Ag2r-La Mondiale  | 3t 24' 44" |
| 2 | Hayden Roulston   | Cervélo Test Team | s.t.       |
| 3 | Pieter Weening    | Rabobank          | s.t.       |

|   | Rytter          | Hold                    | Tid         |
| - | --------------- | ----------------------- | ----------- |
| 1 | Levi Leipheimer | Astana                  | 27t 36' 43" |
| 2 | David Zabriskie | Garmin-Slipstream       | + 36"       |
| 3 | Michael Rogers  | Team Columbia-High Road | + 46"       |

### 8. etape, 155,8 km, Rancho Bernardo-Escondido
|   | Rytter          | Hold                    | Tid        |
| - | --------------- | ----------------------- | ---------- |
| 1 | Fränk Schleck   | Team Saxo Bank          | 3t 48' 40" |
| 2 | Vincenzo Nibali | Liquigas                | s.t.       |
| 3 | George Hincapie | Team Columbia-High Road | + 39       |

|   | Rytter          | Hold                    | Tid         |
| - | --------------- | ----------------------- | ----------- |
| 1 | Levi Leipheimer | Astana                  | 31t 28' 21" |
| 2 | David Zabriskie | Garmin-Slipstream       | + 36"       |
| 3 | Michael Rogers  | Team Columbia-High Road | + 45"       |

## Trøjernes fordeling gennem løbet
| Etape          | Vinder            | Førertrøjen       | Ungdomstrøjen  | Bjergtrøjen       | Pointtrøjen       | Holdkonkurrencen        | Mest angrebsivrige   |
| -------------- | ----------------- | ----------------- | -------------- | ----------------- | ----------------- | ----------------------- | -------------------- |
| P              | Fabian Cancellara | Fabian Cancellara | Mark Cavendish | Ingen             | Levi Leipheimer   | Team Columbia-High Road | Lance Armstrong      |
| 1              | Francisco Mancebo | Francisco Mancebo | Robert Gesink  | Francisco Mancebo | Francisco Mancebo | Astana                  | Ivan Basso           |
| 2              | Thomas Peterson   | Levi Leipheimer   | Robert Gesink  | Francisco Mancebo | Francisco Mancebo | Astana                  | Ben Jacques-Maynes   |
| 3              | Thor Hushovd      | Levi Leipheimer   | Robert Gesink  | Francisco Mancebo | Francisco Mancebo | Astana                  | Bradley White        |
| 4              | Mark Cavendish    | Levi Leipheimer   | Robert Gesink  | Francisco Mancebo | Francisco Mancebo | Astana                  | Tyler Hamilton       |
| 5              | Mark Cavendish    | Levi Leipheimer   | Robert Gesink  | Francisco Mancebo | Mark Cavendish    | Astana                  | Matthew Crane        |
| 6              | Levi Leipheimer   | Levi Leipheimer   | Robert Gesink  | Francisco Mancebo | Mark Cavendish    | Astana                  | George Hincapie      |
| 7              | Rinaldo Nocentini | Levi Leipheimer   | Robert Gesink  | Jason McCartney   | Mark Cavendish    | Astana                  | Christian Vandevelde |
| 8              | Fränk Schleck     | Levi Leipheimer   | Robert Gesink  | Jason McCartney   | Mark Cavendish    | Astana                  | Fränk Schleck        |
| Endelig vinder | Endelig vinder    | Levi Leipheimer   | Robert Gesink  | Jason McCartney   | Mark Cavendish    | Astana                  | Ikke givet           |